# Ciclova Română (gmina)
Gmina Ciclova Română  – gmina w okręgu Caraș-Severin w zachodniej Rumunii. Zamieszkuje ją 1550 osób. W skład gminy wchodzą miejscowości Ciclova Română, Ilidia i Socorali. 